# Стів Неш
Стівен Джон Неш (англ. Steven John Nash; нар. 7 лютого 1974, Йоганнесбург, ПАР) — колишній канадський професійний баскетболіст. Грав на позиції розігруючого захисника. Дворазовий Найцінніший гравець НБА. У період 2020—2022 очолював тренерський штаб «Бруклін Нетс».

## Дитинство та студентські роки

### Дитинство та школа
Стів Неш народився 7 лютого 1974 року в Йоганнесбурзі в спортивній сім'ї: його батько Джон був напівпрофесійним футболістом, а його мати Джин змагалася в нетболі. Сім'я пробула в ПАР тільки два роки і переїхала в Канаду. Причиною переїзду стала політика апартеїду, яка активно велася в країні. Сама Джин згадувала, про переїзд, як про велику помилку. В Канаді сім'я спершу оселилася в Реджайні, але згодом переїхала до Вікторії.
У Вікторії Стів пішов до початкової школи. Оскільки його сім'я була тісно пов'язана зі спортом, Стів також займався багатьма видами спорту: футбол, хокей, лакрос, регбі і шахи. Так, він вигравав шкільний шаховий турнір тричі поспіль і відмовився виступати в ньому через те, що одного разу змусив заплакати суперника. Хокей також був йому до душі, як і більшості канадських дітей; його кумиром був легендарний Вейн Грецкі. Іншим кумиром Неша був Халк Хоган — американський професійний реслер.
Стів уперше зіграв баскетбол у віці тринадцяти років тільки тому, що цю гру любив його друг. Гра йому дуже сподобалася і він вирішив стати професійним гравцем, про що повідомив своїй родині. Проте перше його найвище досягнення пов'язано з футболом: шкільна футбольна команда Стіва виграла футбольний турнір у провінції, а самого Стіва назвали найціннішим гравцем змагань. З цим турніром пов'язане і перше випробовування: через змагання він запустив навчання, що не сподобалося багатьом викладачам. Його не допустили до здачі екзаменів. Батьки Стіва завжди хотіли, аби він мав змогу поступити у університет, і тому перевели його в іншу школу. Через те, що він перейшов в іншу школу в середині року, він не мав змоги грати в баскетбольній команді. Весь свій вільний час Стів присвятив навчанню та вдосконаленню своїх баскетбольних навичок. Його вчитель з математики згадував, що Стів не знав багато базових речей, але працював важко, аби покращити своє навчання. Щодо баскетболу, то його брат Мартін згадував, як Стів використовував кожну вільну хвилину для практики; одного разу він вів баскетбольний м'яч з дому і до школи.
Коли Стіву дали змогу грати, то він провів блискучий сезон. Його показники в середньому становили 21,3 очки, 9,1 перехоплень та 11,2 передачі за гру. Гра Стіва дозволила його шкільній команді стати лідером змагань.

### Кар'єра в університетській команді
Після закінчення школи, Стів хотів навчатися в одному з американських університетів та змагатися в баскетбольному турнірі. І Стів, і його тренер, Ян Хайд-Лей, вірили, що він може грати в головній американській університетській спортивній лізі — Національній асоціації студентського спорту, в баскетбольному дивізіоні I. Протягом двох років (1991—1992) Хайд-Лей надіслав декілька десятків листів в університети, серед яких були університети Індіани, Аризони, Меріленду, Дюка, але всі вони були з відмовою. Єдиним університетом, який погодився переглянути Стіва, став Університет Санта-Клари (розташований неподалік Сан-Франциско). Головний тренер університетської команди, Дік Дейві, прилетів у Канаду, щоб побачити живу гру Стіва. Опісля матчу він запросив Неша до команди, але за єдиної умови: покращити свій захист, адже, відповідно до слів Дейві, Стів був найгіршим захисником, якого він бачив.
В університеті вже в перший свій рік Неш допоміг «Санта-Кларі Бронскос» вибити з турніру другу сіяну команду — «Аризону Вайлдкетс» (однак в другому раунді команда вилетіла з турніру). У 1993 році Стіва Неша визнали найціннішим гравцем конференції західного узбережжя (турнір, що проводиться між командами НАСС західного узбережжя США); його команда виграла цей турнір. Того ж року він, у складі збірної Британської Колумбії, здобув бронзу Канадських ігор. Стів ще двічі ставав найціннішим гравцем західної конференції НААС у 1995 та 1996 роках.
Успіхи Неша в університетському баскетболі почали помічати скаути команд НБА. У 1995 році він провів тренувальний збір в Сан-Франицско, де його екзаменували Джейсон Кідд та Гері Пейтон. А вже наступного року «Фінікс Санс» обрали Стіва Неша під номером 15 на драфті НБА.

## Кар'єра в НБА

### Перше перебування в Аризоні (1996—1998)
Дебютний сезон для Стіва склався не надто добре. «Сонячні» вибрали Неша, як заміну Кевіну Джонсону. Але окрім Неша в команду прийшли інші та досвідченіші гравці: Марк Браянт, Чак Браун, Роберт Хоррі та Сем Кессел. В грудні до команди увійшов ще й Джейсон Кідд, який грав на тій самій позиції, що і Неш, але мав значно більше досвіду. Дебют Стіва в НБА відбувся 1 листопада 1996 року у матчі проти «Лос-Анджелес Лейкерс». Наступної ночі він закинув перші дев'ять очок на домашній арені в матчі проти «Х'юстон Рокетс». Проте, перебуваючи в тіні більш іменитих одноклубників, Нешу виділяли небагато часу: він взяв участь у 65 матчах та провів на майданчику загалом 684 хвилини (в середньому проводив на майданчику тільки 10,5 хвилин). Таке коротке перебування вилилося і у скромні показники за сезон: в середньому 3,3 очка за гру, 2,1 передачі та 1 перехоплення. Найкращою в плані результативності в тому сезоні стала гра проти «Ванкувер Ґріззліс», в якій він набрав сімнадцять очок.
В сезоні 1997-98 показник перебування зріс до 21,9 хвилин за гру. Зросла і кількість закинутих очок — в середньому за гру — 9,1 очко. Стів посів тринадцяте місце за точністю триочкових кидків. Він також провів три гри, в яких закинув більше двадцяти очок: 20 грудня проти Денвера (20 очок), 21 січня проти Лос-Анделес Лейкерс (21 очко) та 25 квітня знову проти Денвера (24 очка). Не зважаючи на прогрес, Стів не був гравцем основи — на його позиції фаворитом був Кідд. Проте прогрес помітив Донні Нельсон — асистент головного тренера «Даллас Маверікс». Він дружив зі Стівом ще з тих часів, коли Неш грав в університетській команді і хотів переманити його в Даллас. Аби зробити останнє, Даллас віддав Фініксу права на Пета Герріті, Буббу Веллса та Мартіна Мююрсепа. Новий сезон Стів розпочинав у новій команді.

### Даллас Маверікс (1998—2004)
У 1998 році Неш підписав контракт з «Даллас Маверікс» на суму 33 млн доларів. Однак, сезон 1998—1999 складався для нього погано: взяв участь у сорока матчах, при цьому показник попадання з гри сягав всього лиш 36,3 %, що вилилося в 7,9 очок за гру. Поганим сезон виявився не тільки для Стіва, але й для команди: Даллас виграв тільки 19 матчів, програв 31, і посів п'яте місце в Середньозахідному дивізіоні та одинадцяте місце в Західній конференції НБА. Стів пропустив останні десять матчів через проблеми зі спиною. Дійшло до того, що фанати освистували Стіва на паркеті.
Ситуація в команді та кар'єрі Неша кардинально змінилася в наступному сезоні. Стів взяв участь в кваліфікаційному турнірі на Олімпіаду в Сіднеї. На тому турнірі Канада посіла друге місце (вслід за США), а Неша визнали найціннішим гравцем турніру. Це дозволило підняти його самооцінку та забути про розчарування попереднього сезону. В Даллас прибув новий гравець (в майбутньому лідер команди) — Дірк Новіцкі. Обидва стануть в подальшому добрими друзями. До всього цього у команди змінився президент — ним став мільярдер Марк Кубан. Неш з'явився в 56 матчах і підняв свої показники до 8,6 очка в середньому за гру. Слід зазначити, що через проблеми з гомілкою він пропустив 25 ігор посеред сезону. Коли Стів повернувся, то видав блискучу серію: оформив шість дабл-даблів в останніх 19 матчах, зіграв 51 хвилину проти Денвера, що стало його тогочасним особистим рекордом.
Сезон 2000/2001 став дуже успішним для Стіва та команди. Даллас пробився вперше з 1990 року в плей-оф. Сам Неш значно покращив свої показники: 15,6 очок в середньому за гру, взяв участь у 70 матчах, став четвертим в лізі за точністю кидків з лінії — 89,5 %. Такі досягнення належно оцінило спортивне видання Basketball Digest, яке назвало Стіва «Поверненням року». Він, разом з Дірком Новіцкі та Майклом Фінлі, став ядром, довкола якого формувалася гра Далласа. У плей-оф команда дійшла до півфіналу конференції, де програла «Сан-Антоніо Сперс». При цьому, в чвертьфіналі Даллас став шостою командою в історії НБА, яка програючи 0-2 виграла серію (у «Юти Джаз»).
В сезоні 2001/2002 Стів покращив свої показники. В середньому він закидав 17,9 очок за гру та виконував 7,7 передач та став єдиним баскетболістом у складі команди, який взяв участь у всіх 82 матчах регулярного сезону. Даллас того сезону показував чудову гру і завершив регулярний сезон з показниками в 57 перемог. Неша, Новіцкі та Фінлі почали величати не інакше як «Великим тріо» (англ. «Big Trio»). У плей-оф Даллас у чвертьфіналі переміг «Міннесоту Тімбервулвс», але знову оступився в півфіналі конференції; цього разу вони поступилися 1-4 «Санкраменто Кінгз». Гра Неша дозволила йому вперше потрапити в команду Всіх зірок та потрапити в третю символічну команду НБА.
В сезоні 2002/2003 Неш показав практично такі самі показники, що і у попередньому: 17,7 очок за гру, 7,3 передач, а також закинув 49 кидків з лінії підряд. На трьох «Велике тріо» набирало близько 60 очок за гру. Даллас здобув 60 перемог у 82 матчах і знову вийшов у плей-оф. В матчах на виліт команда дійшла до фіналу конференції, де поступилася «Сан-Антоніо Сперс». В тому сезоні Стів знову потрапив до третьої символічної команди та брав участь у матчі Всіх зірок. В Атланті, де проводився матчі Всіх зірок, Неш показав усім свої антимілітаристські настрої, одягнувши майку з написом «Ніякої війни. Кидай заради миру.» (англ. No War. Shoot for Peace).
Сезон 2003/2004 виявився останнім для Неша в Далласі. До того ж він виявився доволі суперечливим для нього і команди в цілому: з одного боку, Стів набирав 14,5 очок та робив 8,8 передач, з іншого — його команда не пройшла далі чвертьфіналу конференції, поступившись 1-4 «Сакраменто Кінгз», а він не потрапив ні у символічну збірну НБА, ні на матч Всіх зірок. Опісля завершення сезону Неш намагався перепідписати свій контракт з командою, але Кубан не ризикував підписати тридцятирічного гравця, тому Стів підписав контракт на 63 мільйони доларів з своє першою командою — «Фінікс Санз» — і розпочав новий сезон в ній.

### Повернення та успіх в Аризоні (2004—2012)
Стіва дуже хотів бачити Марк Д'Антоні — тренер «Фінікс Санз». Справа в тому, що йому був потрібен хтось досвідчений, хто допоміг би таким молодим гравцям як Амар Стадемайр, Шон Меріон, Леандро Барбоса. До того ж усі команди Д'Антоні характеризуються дуже швидкою грою та стрімкими атаками; в цьому плані Неш теж підходив. Прихід Неша позитивно сприйняли інші гравці, які підкреслювали важливість гри з таким досвідченим майстром. Сезон 2004/2005 став дуже вдалим для аризонської команди: регулярний сезон вони закінчили першими з показниками в 60 перемог з 82 можливих. Неш виконував в середньому 11,5 передач та підкріплював своє перебування 15,5 очками. В плей-оф ці показники зросли відповідно до 11,3 та 23,9. В першому раунді Санз подолали «Мемфіс Гріззліс». В другому раунді Стів зустрівся зі своєю колишньою командою — «Даллас Маверікс». Серія стала виснажливою, але успішною для Стіва та команди: так, в одній з ігор він закинув 48 очок. У фіналі конференції Санз поступилися Сперс. Незважаючи на це, в кінці сезону Стів був удостоєний нагороди MVP регулярного сезону.
Сезон 2005/2006 виявився не менш успішним. «Фінікс Санз» вдруге поспіль здобув титул чемпіона конференції і ключову роль в цьому зіграв Неш, який показав наступні результати: 18,8 очок за матч, 10,5 передач та 43,9 % влучання з-за триочкової лінії. В плей-оф команда дійшла до фіналу конференції, завдавши поразки в першому та другому раундах командам з Лос-Анджелесу («Лос-Анджелес Лейкерс» та «Лос-Анджелес Кліпперс»), але поступилася колишній команді Стіва — «Даллас Маверікс». Не зважаючи на це, гру Неша достойно оцінили і вдруге визнали найціннішим гравцем регулярного чемпіонату. Він став всього восьмим гравцем, який зміг це зробити. Неш взяв участь у матчі Всіх зірок, вийшовши на арену в стартовому складі. Також його обрали до першої команди НБА.
В сезоні 2006/2007 своєю грою Стів ледь не здобув третій поспіль титул MVP. Він посів друге місце з 44 голосами американських і канадських експертів; перше місце посів його друг — Дірк Новіцкі (83 голоси). Він потрапив до команди західної конференції, першої команди НБА, брав участь у матчі всіх Зірок. Уперше з 1990 року (після Меджика Джонсона) набирав 18 очок та робив 11 пасів за гру (точні показники — 18,6 очок та 11,6 пасів). Фінікс в тому сезоні здобув 61 перемогу, посів друге місце в конференції. В плей-оф у першому раунді команда вибила з турніру «Лос-Анджелес Лейкерз», але поступилася в наступному раунді «Сан-Антоніо Сперс».
У 2005, 2006, 2007 — лідер регулярної першості за кількістю результативних передач в середньому за гру та сумарною кількістю результативних передач за сезон. У 2006 — лідер регулярної першості за точністю штрафних кидків. 4 рази завершував сезон з дабл-даблом в середньому за гру (усі 4 рази — «очки+результативні передачі»).
11 липня 2012 Неш підписав контракт із «Лейкерс».

### Статистика кар'єри в НБА

#### Регулярний сезон
| Сезон           | Команда         | GP   | GS  | MPG  | FG%  | 3P%  | FT%  | RPG | APG  | SPG | BPG | PPG  |
| --------------- | --------------- | ---- | --- | ---- | ---- | ---- | ---- | --- | ---- | --- | --- | ---- |
| 1996-97         | Фінікс Санз     | 65   | 2   | 10.5 | .423 | .418 | .824 | 1.0 | 2.1  | .3  | .0  | 3.3  |
| 1997-98         | Фінікс Санз     | 76   | 9   | 21.9 | .459 | .415 | .860 | 2.1 | 3.4  | .8  | .1  | 9.1  |
| 1998-99         | Даллас Маверікс | 40   | 40  | 31.7 | .363 | .374 | .826 | 2.9 | 5.5  | .9  | .1  | 7.9  |
| 1999-00         | Даллас Маверікс | 56   | 27  | 27.4 | .477 | .403 | .882 | 2.2 | 4.9  | .7  | .1  | 8.6  |
| 2000-01         | Даллас Маверікс | 70   | 70  | 34.1 | .487 | .406 | .895 | 3.2 | 7.3  | 1.0 | .1  | 15.6 |
| 2001-02         | Даллас Маверікс | 82   | 82  | 34.6 | .483 | .455 | .887 | 3.1 | 7.7  | .6  | .1  | 17.9 |
| 2002-03         | Даллас Маверікс | 82   | 82  | 33.1 | .465 | .413 | .909 | 2.9 | 7.3  | 1.0 | .1  | 17.7 |
| 2003-04         | Даллас Маверікс | 78   | 78  | 33.5 | .470 | .405 | .916 | 3.0 | 8.8  | .9  | .1  | 14.5 |
| 2004-05         | Фінікс Санз     | 75   | 75  | 34.3 | .502 | .431 | .887 | 3.3 | 11.5 | 1.0 | .1  | 15.5 |
| 2005-06         | Фінікс Санз     | 79   | 79  | 35.4 | .512 | .439 | .921 | 4.2 | 10.5 | .8  | .2  | 18.8 |
| 2006-07         | Фінікс Санз     | 76   | 76  | 35.3 | .532 | .455 | .899 | 3.5 | 11.6 | .8  | .1  | 18.6 |
| 2007-08         | Фінікс Санз     | 81   | 81  | 34.3 | .504 | .470 | .906 | 3.5 | 11.1 | .6  | .1  | 16.9 |
| 2008-09         | Фінікс Санз     | 74   | 74  | 33.6 | .503 | .439 | .933 | 3.0 | 9.7  | .7  | .1  | 15.7 |
| 2009-10         | Фінікс Санз     | 81   | 81  | 32.8 | .507 | .426 | .938 | 3.3 | 11.0 | .5  | .2  | 16.5 |
| 2010-11         | Фінікс Санз     | 75   | 75  | 33.3 | .492 | .395 | .912 | 3.5 | 11.4 | .6  | .0  | 14.7 |
| 2011-12         | Фінікс Санз     | 62   | 62  | 31.6 | .532 | .390 | .894 | 3.0 | 10.7 | .6  | .1  | 12.5 |
| Кар'єра         |                 | 1152 | 993 | 31.4 | .491 | .428 | .904 | 3.0 | 8.6  | .8  | .1  | 14.5 |
| Матч всіх зірок |                 | 7    | 2   | 15.9 | .429 | .250 | .000 | 2.0 | 6.7  | .4  | .1  | 3.7  |

#### Плей-оф
| Сезон   | Команда         | GP  | GS  | MPG  | FG%  | 3P%  | FT%  | RPG | APG  | SPG | BPG | PPG  |
| ------- | --------------- | --- | --- | ---- | ---- | ---- | ---- | --- | ---- | --- | --- | ---- |
| 1997    | Фінікс Санз     | 4   | 0   | 3.8  | .222 | .250 | .000 | .3  | .3   | .2  | .2  | 1.3  |
| 1998    | Фінікс Санз     | 4   | 1   | 12.8 | .444 | .200 | .625 | 2.5 | 1.8  | .5  | .0  | 5.5  |
| 2001    | Даллас Маверікс | 10  | 10  | 37.0 | .417 | .410 | .882 | 3.2 | 6.4  | .6  | .1  | 13.6 |
| 2002    | Даллас Маверікс | 8   | 8   | 40.4 | .432 | .444 | .971 | 4.0 | 8.8  | .5  | .0  | 19.5 |
| 2003    | Даллас Маверікс | 20  | 20  | 36.5 | .447 | .487 | .873 | 3.5 | 7.3  | .9  | .1  | 16.1 |
| 2004    | Даллас Маверікс | 5   | 5   | 39.4 | .386 | .375 | .889 | 5.2 | 9.0  | .8  | .0  | 13.6 |
| 2005    | Фінікс Санз     | 15  | 15  | 40.7 | .520 | .389 | .919 | 4.8 | 11.3 | .9  | .2  | 23.9 |
| 2006    | Фінікс Санз     | 20  | 20  | 39.9 | .502 | .368 | .912 | 3.7 | 10.2 | .4  | .2  | 20.4 |
| 2007    | Фінікс Санз     | 11  | 11  | 37.5 | .463 | .487 | .891 | 3.2 | 13.3 | .4  | .1  | 18.9 |
| 2008    | Фінікс Санз     | 5   | 5   | 36.6 | .457 | .300 | .917 | 2.8 | 7.8  | .4  | .2  | 16.2 |
| 2010    | Фінікс Санз     | 16  | 16  | 33.7 | .518 | .380 | .893 | 3.3 | 10.1 | .2  | .1  | 17.8 |
| Кар'єра |                 | 118 | 111 | 35.8 | .473 | .409 | .899 | 3.5 | 8.9  | .6  | .1  | 17.3 |

## Національна збірна
Виступав за національну збірну Канади, на Олімпійських іграх 2000 був її капітаном. Востаннє зіграв за збірну на кваліфікаційному турнірі на Олімпійські ігри 2004, де був визнаний найціннішим гравцем турніру, не зважаючи на те, що Канада посіла лише четверте місце.